# Voltumna
Voltumna nebo Veltha bylo v etruské mytologii chtonické (podzemní) božstvo a zároveň nejvyšší božstvo etruského panteonu. V díle římského historika Marca Terentia Varrona je uváděno jako deus Etruriae princeps, tedy hlavní bůh Etrurie. Střediskem jeho kultu bylo město Volsinie a blízká svatyně Fanum Voltumnae (dnešní Orvieto) v severozápadní Itálii.
Na římském fóru stála svatyně zasvěcená tomuto božstvu poblíž chrámu Kastóra a Polydeuka v uličce etruských řemeslníků zvané Vicus Tuscus.
Voltumna je srovnáván s římským bohem Vertumnem.